# Culicoides oregonensis
Culicoides oregonensis är en tvåvingeart som beskrevs av Wirth och Rowley 1971. Culicoides oregonensis ingår i släktet Culicoides och familjen svidknott. Inga underarter finns listade i Catalogue of Life.